# Podunavačke bare
Podunavačke bare je naziv kojim se označava geografski prostor u Podunavcima, Gračacu i Novom Selu, na uzdignutom platou obala starog korita Zapadne Morave. Do pred kraj 20. veka one su bile nepoznate u geografskoj literaturi. Za njh se saznalo tek kada je 1986. godine, kada je potekla prva inicijativa za uređenje Podunavačkih bara, iza koje je sledilo  još pet. Međutim, nijedna nije sprovedena u delo. 
Lepotu ovih bara prvi su otkrili ribolovci koji na živom toku ovog dela Zapadne Morave često love krupniju štuku, o čemu svedoče mnogobrojni ulovi lokalnih ribolovaca. Štuke koje se love na ovim barama uglavnom su teške od 1 do 2,5 kg, ali vas krupniji primerci uvek mogu iznenaditi naročito po oblačnom vremenu ili u večernjim časovima.
Danas, ove bare su najposećenije od strane ribolovaca, koji i tokom najtoplijih meseci mogu zaklonjeni hladom  uživati u svom sprotu. Svake godine, na Podunavačkim Barama organizuju se i velika pecaroška takmičenja, koja okupe veliki broj ljubitelja ovog sporta, kako iz zemlje tako i iz regiona.

## Naziv
Toponim Podunavačke je nastao na osnovu položaja bara, jer se  nalaze kraj seoskog naselja Podunavci. Paradoksalno je to što Podunavci imaju u osnovi reč Dunav, a leže na obali Zapadne Morave. Lokalno stanovništvo objašnjava da naselje nosi to ime još iz vremena kada ga je naselilo stanovništvo iz smederevskog Podunavlja u 18. veku.

## Zaštita
Podunavačke bare, zbog njihovog turističkog značaja Opština Vrnjačka Banja planira da zaštiti i proglasi prostorom od značaja za turizam ovog dela pomoravlja.

## Geografija

### Poreklo
Podunavačke bare (kompleks od više desetina bara)  nastale  su na na oko 5 km dugom uzdignutom platou duž obala starog korita Zapadne Morave  u Podunavcima, Gračacu i Novom Selu. Jedan deo tih bara je nastao kao posledica promene toka Zapadne Morave (stari tok), a drugi kao posledica vađenja šljunka. Nakon toga su podvodne vode izbile i poplavile nastala udubljenja, a vremenom ove bare, stvorile su svoj ekosistem, koji je izgledom  oplemenio raznolikošću vrnjački pejzaž.
Pojedine bare su stare i do 40 godina, a prosečna dubina im se kreće od 1 do 5 metara. U vreme suše (zbog klimatskih promena s početka 21. veka) trenutno su sve bare znatno pliće.
Kada se uđe u selo Podunavce, od samog puta, skreće se na sever kod pumpe i autobuske stanice i prelazi prugu. Put dalje vodi direktno do Podunavačkih bare, koje predstavljaju kompleks od više desetina bara neposrednoj blizini Zapadne Morave. Vremenom ove bare, stvorile su svoj ekosistem, pa su  danas, najposećenije od strane ribolovaca, koji se i tokom najtoplijih meseci mogu zaklonjeni hladom  uživati u svom sprotu. Svake godine, na Podunavačkim Barama organizuju se i velika pecaroška takmičenja, koja okupljaju veliki broj ljubitelja ovog sporta, kako iz Srbije tako i iz regiona.

### Geomorfologija
Sa  geomorfološkog  akspekta, Podunavačke  bare se  nalaze  u aluvijalnoj  ravni  Zapadne Morave, na apsolutnoj  visini 175-179 m. Aluvijalni  nanosi  nemaju  razvijene  genetičke horizonte, već slojeve različite debljine.
Prvi  sloj moćnosti  od 0,8  m je  sastavljen iz  prašinasto-peskovite  gline, zatim  sledi sloj smeđe humusne gline moćnosti 3,5 m, a na većim dubinama je utvrđen sitniji i  krupniji šljunak. Ovaj materijal ﬁltrira  vode Zapadne  Morave.

### Položaj i prostranstvo
Podunavačke bare se nalaze 12 km severozapadno od Vrnjačke Banje kraj obala Zapadne Morave, u severnom delu atara sela Podunavci, jugoistočnije od mesta Vraneška ada. Od seoskog naselja Podunavci, kroz koje prolazi regionalni put M-5, do Podunavačkih bara postoji makadamski put dužine oko 2 km.
Granice
Podunavačke bare se graniče, sa:
- jugoistoka, starim rukavcem Zapadne Morave,
- severozapada, sa Zapadnom Moravom.

Površina
Podunavačkih bara zahvataju površinu od 50 ha. Akvatoriju čini  7 većih i 15  manjih jezera, od  kojih nijedno ne prelazi  4,85 ha, a  nisu  ni  povezana  u  jedinstvenu  celinu. Pet bara ima  površinu veću od 2 ha.

### Klima
Podunavačke bare se nalaze u polju umereno kontinentalne klime. Pošto hidrometeorološka posmatranja nisu vršena, za neke približne podatke se koriste merenja koja su sistematsmi vršena u obližnjoj Vrnjačkoj Banji. Prema takvom upoređivanju, srednja godišnja temperatura u Podunavačkim barama iznosila je oko 10,7 °C, srednja letnja 21 °C, a srednja zimska oko 0 °C. Najčešće se javljaju srednje dnevne temperature od 16 °C do 21 °C, i to oko 80 dana u godini, dok je svega oko 38 dana u godini sa temperaturom ispod nule. Srednja količina atmosferskog taloga iznosi 770 mm. Najviše toga pada u junu a najmanje u septembru.

## Literatura
- Bechmann, A., Kiemstedt, H. and  all (1975): Landschaftbewertung fur die Er-holung im Sauerland, Teil 1-Texstband, Teil II-Kartenband, Schriftenreihe Landes  und  Stadtentwicklungsforschung NRW, Bd.1008, Dortmund.
- Borović-Dimić, Jelena (2001): Voda u tra-diciji i životu Vrnjačke Banje, Zavičajni muzej –  Zamak kulture, Kulturni centar  Vrnjačke Banje, Program i biblioteka „Vrnjačka riznica“, Knjiga II, Vrnjačka Banja
- Grupa  autora  (2005):  Elaborat  o  proglašenju  “Podunavačkih  bara”  za  prostor od značaja  za razvoj turizma, Turističko-rekreativna  zona  na  Zapadnoj  Moravi, Opština  Vrnjačka  Banja, Vrnjačka Banja
- Kovačević, T. (2007):  Goč  i podgorina  – geografska studija, istraživačka građa Topografska karta (1984): Kraljevo 4, 530-4, 1:50.000  Vojnogeografski  institut, Beograd
- Vulković, Lj, Šarčević, B, Grujić-Šarčević, D. (1999): Studija Podunavačke  bare, bivši  majdani  šljunka, Šumarstvo, 5-6/99, Beograd
- Šabanović, H. (1966):  Iz prošlosti  naselja opštine Kraljevo, Kraljevo i okolina, Biblioteka Monograﬁje mesta  Jugoslavije, str.176-192, Beograd

## Spoljašnje veze
- Ribolov u Vrnjačkoj Banji
- Podunavačke bare na: mapio.net